# Manazuru
Manazuru (jap. 真鶴町 Manazuru-machi) – miasto w Japonii, na wyspie Honsiu, w prefekturze Kanagawa. Według danych na rok 2020 miejscowość zamieszkiwało 6 725 mieszkańców , a gęstość zaludnienia wyniosła 953,9 os./km².